# Dicosmoecus pallicornis
Dicosmoecus pallicornis là một loài Trichoptera trong họ Limnephilidae. Chúng phân bố ở miền Tân bắc.